# Phaonia subdecussata
Phaonia subdecussata är en tvåvingeart som beskrevs av Willi Hennig 1963. Phaonia subdecussata ingår i släktet Phaonia och familjen husflugor. Inga underarter finns listade i Catalogue of Life.